# Josef Kutheil
Josef Kutheil (17. dubna 1939, Stříbřec – 18. srpna 2025) byl československý lyžař, sdruženář a olympionik. Závodil za Duklu Liberec. Po skončení aktivní kariéry působil jako trenér.

## Lyžařská kariéra
Na IX. ZOH v Innsbrucku 1964 v severské kombinaci skončil na 21. místě. Na Mistrovství světa v klasickém lyžování 1962 v Zakopanem skončil na 20. místě.